# Casa a torre

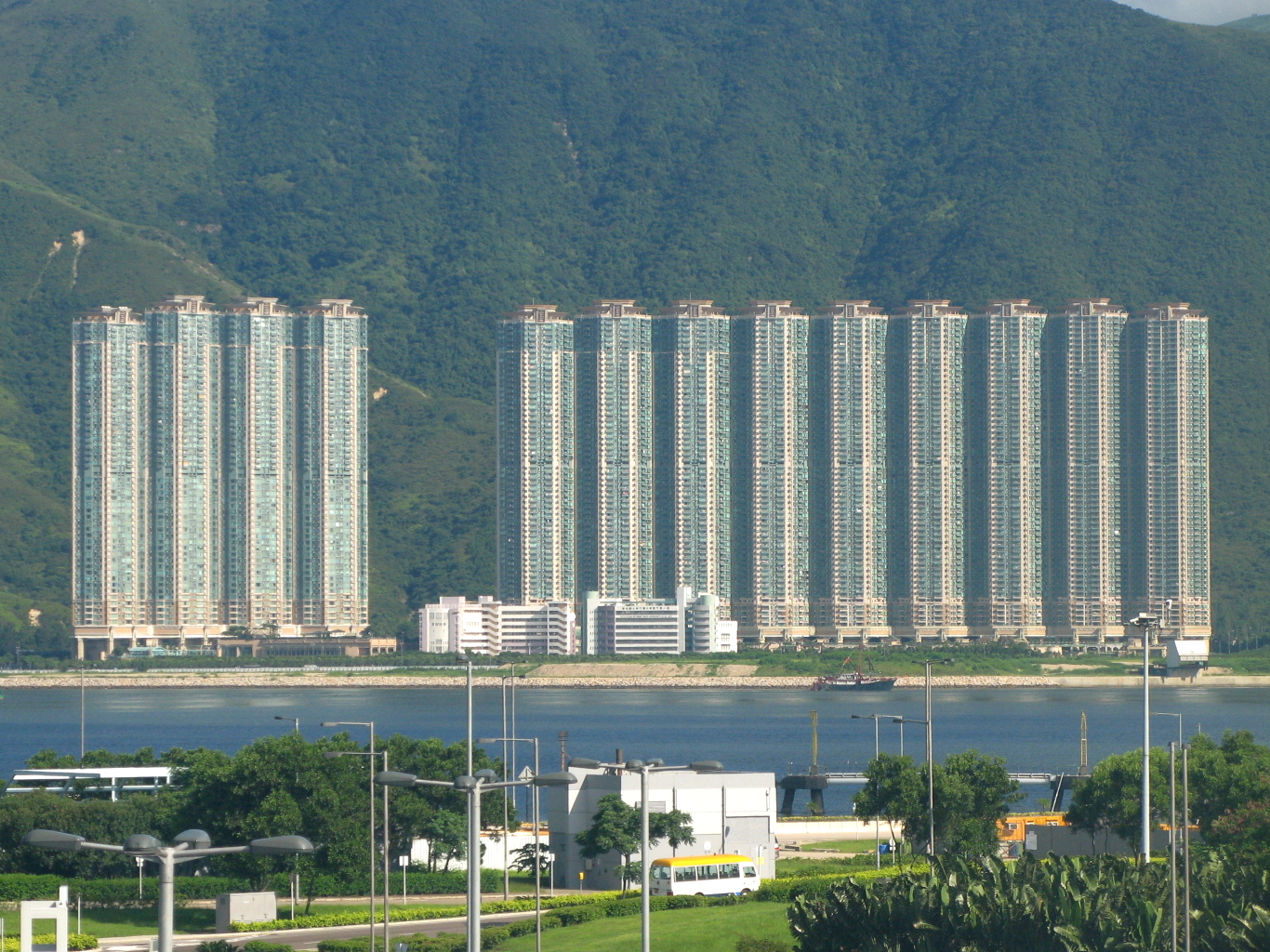
Uno slum verticale multiblocco a Hong Kong. Con 56 piani, il più alto del mondo prima della demolizione nel 2021.

La casa a torre è un tipo edilizio, evoluzione verticale della casa in linea. Usualmente è composto da un unico corpo scala caratterizzato da un vano scala che serve almeno due appartamenti per piano. Elemento fondamentale per rientrare nel tipo a torre è che l'altezza dell'edificio sia superiore a ciascun lato della pianta.
Si tratta di un particolare tipo di condominio isolato a sviluppo verticale le cui origini nascono dalla necessità di diradare nel verde gli edifici pur mantenendo alta la densità abitativa. Questa soluzione abitativa fu promossa soprattutto dagli architetti razionalisti nella prima metà del XX secolo perché offriva maggior superficie libera di suolo per uso pubblico e gli alloggi erano dotati di migliori condizioni di illuminazione e aerazione. La casa a torre può superare qualunque altezza e presenta un numero variabile di appartamenti per piano.
A differenza del grattacielo (che è pur sempre un tipo a torre) la casa a torre è un tipo a destinazione d'uso esclusivamente abitativo.

## Storia
Le case a torre erano già comparse nell'antichità: le insulae nell'antica Roma e in diverse altre città dell'Impero romano, alcune delle quali potevano raggiungere fino a dieci o più piani, una delle quali, secondo quanto riferito, aveva 200 gradini. A causa della distruzione causata dal crollo di insulae alte mal costruite, diversi imperatori romani, a partire da Augusto (circa 30 a.C. – 14 d.C.), stabilirono limiti di 20–25 metri per gli edifici a più piani, ma ebbero un successo limitato, poiché questi limiti venivano spesso ignorati nonostante la probabilità che crollassero insulae più alte. I piani inferiori erano in genere occupati da negozi o famiglie benestanti, mentre i piani superiori venivano affittati alle classi inferiori. I papiri di Ossirinco sopravvissuti indicano che edifici a sette piani esistevano anche nelle città di provincia, come ad esempio ad Ermopoli, nell'Egitto romano, nel terzo secolo d.C.
Nell'Egitto arabo, la capitale iniziale di Fustat ospitava molte case a torre di grandi dimensioni, alcune alte sette piani che potevano ospitare centinaia di persone. Al-Muqaddasi, nel X secolo, li descrisse come simili a minareti, mentre Nasir Khusraw, all'inizio dell'XI secolo, ne descrisse alcuni che si elevavano fino a 14 piani, con giardini pensili all'ultimo piano completi di ruote idrauliche trainate da buoi per l'irrigazione. Nel XVI secolo, anche Il Cairo aveva case a torre in cui i due piani inferiori erano destinati a scopi commerciali e di stoccaggio e i piani superiori venivano affittati agli inquilini.
Lo skyline di molte importanti città medievali era dominato da un gran numero di case a torre elevate, che svolgevano funzioni difensive ma anche rappresentative. Le torri di Bologna erano all'epoca tra 80 e 100 unità, la più grande delle quali raggiunge ancora i 97,2 m. A Firenze, una legge del 1251 decretò che tutti gli edifici urbani dovessero essere ridotti a un'altezza inferiore a 26 m, regolamento immediatamente applicato. Anche città di medie dimensioni come San Gimignano sono note per aver avuto 72 torri alte fino a 51 m.
Il popolo Hakka della Cina meridionale ha adottato strutture di vita comunitaria progettate per essere facilmente difendibili sotto forma di Weilongwu (围龙屋) e Tulou (土楼); questi ultimi sono grandi edifici di terra recintati e fortificati, alti da tre a cinque piani e che ospitano fino a 80 famiglie. Il tulou più antico ancora in piedi risale al XIV secolo.

Le case a torre furono costruite nella città yemenita di Shibam nel XVI secolo. Le case di Shibam sono tutte fatte di mattoni di fango, ma circa 500 di esse sono casetorri, che si elevano da 5 a 16 piani, con ogni piano con uno o due appartamenti. Questa tecnica di costruzione fu implementata per proteggere i residenti dagli attacchi beduini. Mentre Shibam esiste da circa 2000 anni, la maggior parte delle case della città risale al XVI secolo. La città ha gli edifici di fango più alti del mondo, alcuni alti più di 30 metri. Shibam è stata definita "uno degli esempi più antichi e migliori di pianificazione urbana basata sul principio della costruzione verticale" o "Manhattan del deserto". 

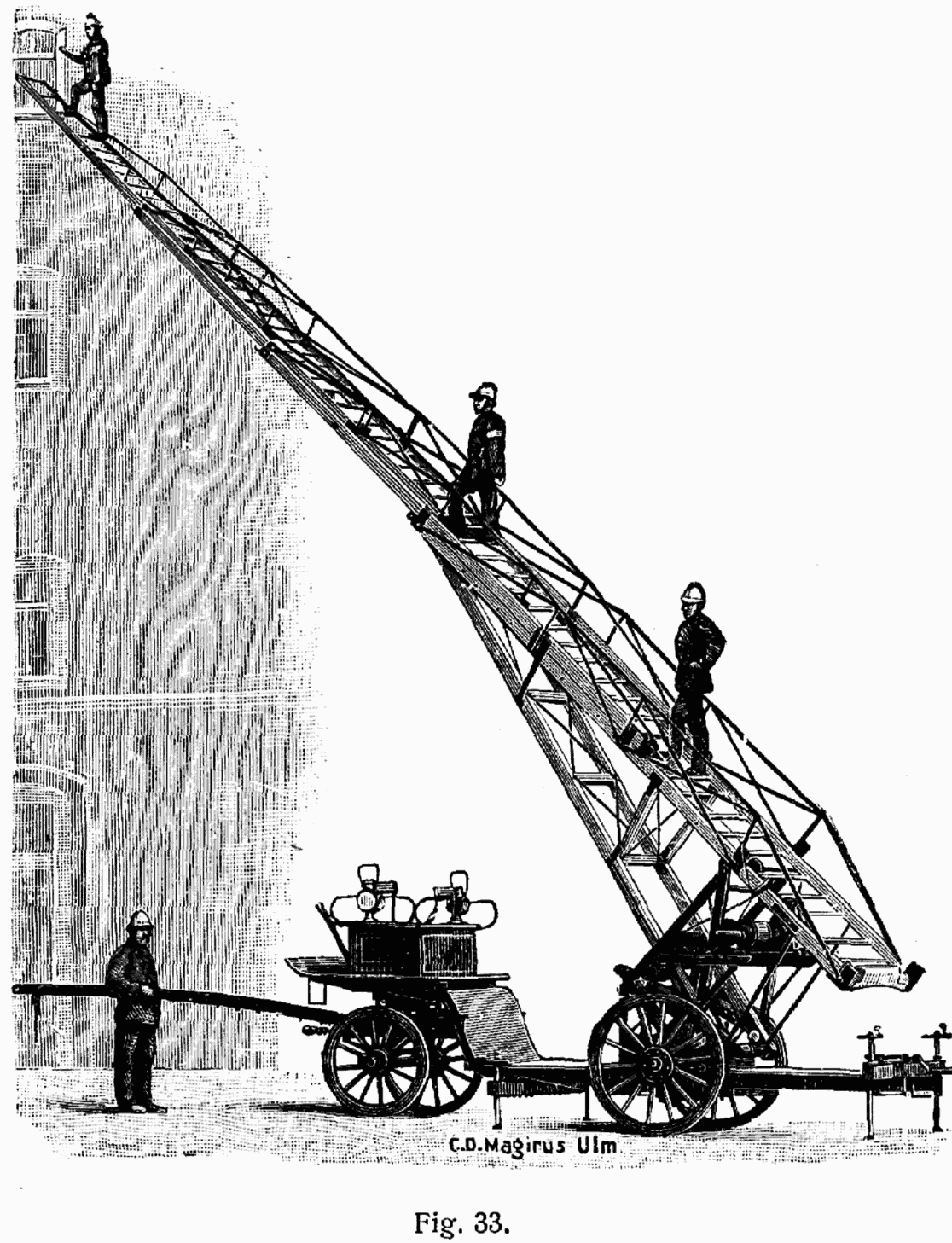
Scala scorrevole per vigili del fuoco nel 1904

La definizione ingegneristica di "case a torre" deriva dallo sviluppo dei camion dei pompieri alla fine del XIX secolo. Magirus presentò la prima scala scorrevole a cremagliera nel 1864. La prima scala girevole trainata da cavalli fu sviluppata nel 1892, con una lunghezza di 25 metri. La scala estensibile fu motorizzata da Magirus nel 1904. La definizione di un massimo di 22 metri per il piano più alto era comune nei regolamenti edilizi dell'epoca ed è ancora valida oggi in Germania. L'altezza comune per le scale girevoli è poi salita a 32 metri, tanto che 30 metri è un limite comune in alcuni regolamenti edilizi odierni, ad esempio in Svizzera. Qualsiasi edificio che superi l'altezza delle comuni scale girevoli in una città deve installare dispositivi di sicurezza antincendio aggiuntivi, quindi queste case a torre hanno una sezione diversa nei regolamenti edilizi in tutto il mondo.

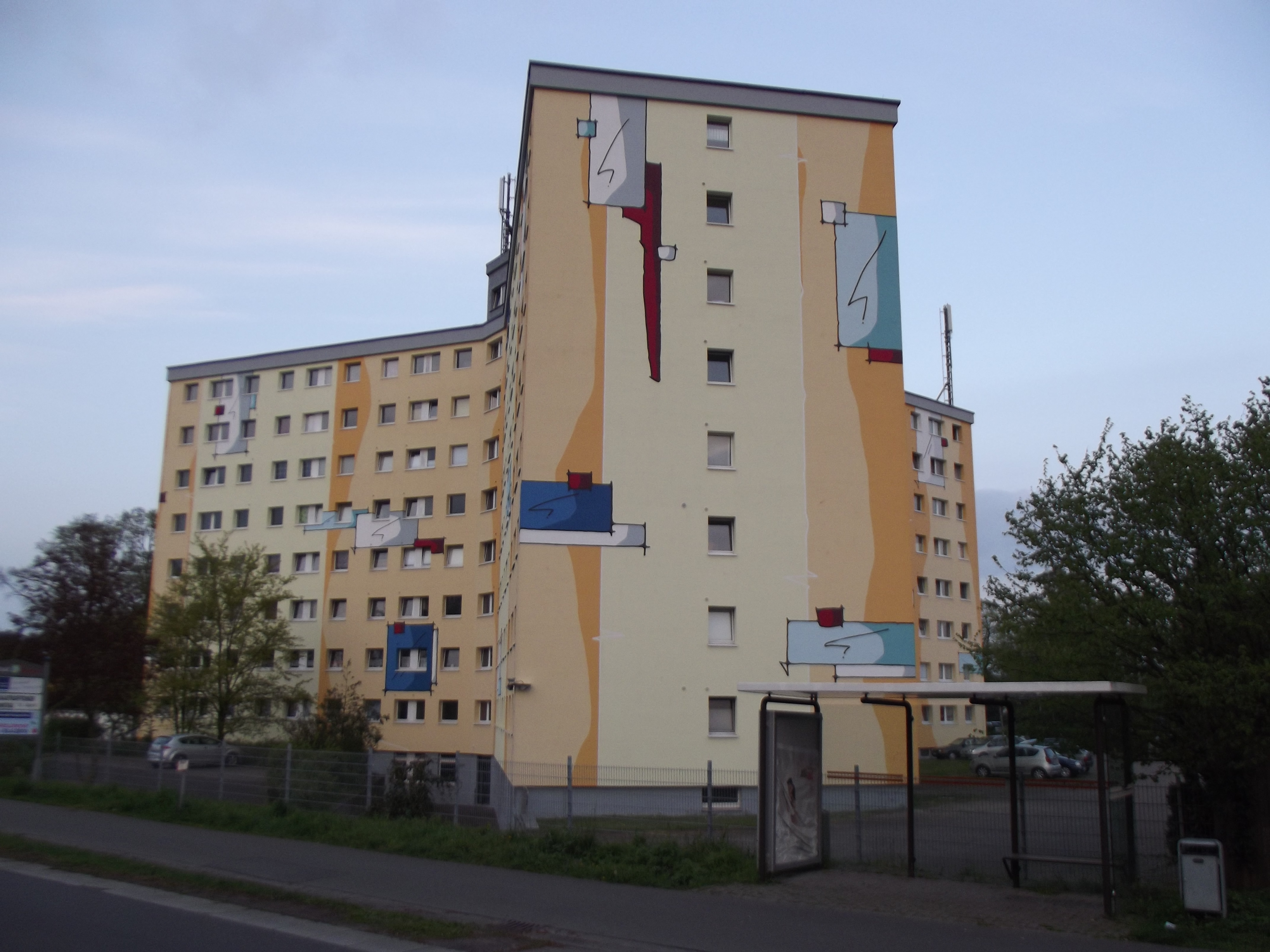
Un isolato residenziale a Steinfurt che forma una "Y"

Il blocco residenziale a torre con la sua tipica costruzione in cemento è una caratteristica familiare dell'architettura modernista. Esempi influenti includono l'"unità abitativa" di Le Corbusier, la sua Unité d'Habitation, ripetuta in varie città europee a partire dalla sua Ville Radieuse a Marsiglia (1947-52), costruita in béton brut, calcestruzzo gettato a secco, poiché l'acciaio per la struttura non era disponibile nella Francia del dopoguerra. I blocchi residenziali a torre divennero standard per ospitare le popolazioni urbane sfollate a causa dello sgombero delle baraccopoli e della "rigenerazione urbana". I progetti di case a torre dopo la seconda guerra mondiale in genere rifiutavano i design classici dei primi grattacieli, abbracciando invece lo stile internazionale uniforme; molti grattacieli più vecchi furono riprogettati per adattarsi ai gusti contemporanei o addirittura demoliti, come il Singer Building di New York, un tempo il grattacielo più alto del mondo. Tuttavia, con i movimenti del Postmodernismo, del Neourbanesimo e della nuova architettura classica, affermatisi a partire dagli anni '80, è tornato un approccio più classico alla progettazione globale dei grattacieli, oggi molto in voga.
Altri stili e movimenti contemporanei nella progettazione di case a torre includono l'organico, la bioarchitettura, il neo-futurista, lo strutturalista, l'high-tech, il decostruttivista, il blob, il digitale, lo Streamline Moderno, la novelty (un tipo di architettura in cui edifici e altre strutture assumono forme insolite per scopi pubblicitari o per imitare altri edifici famosi), il regionalismo critico, il vernacolare, l'Art déco (o Art Déco Nouveau) e la nuova architettura classica.
Attualmente, la casa a torre più alta del mondo è la Central Park Tower sulla Billionaires' Row a Midtown Manhattan, che raggiunge i 470 m.

### Strade nel Cielo

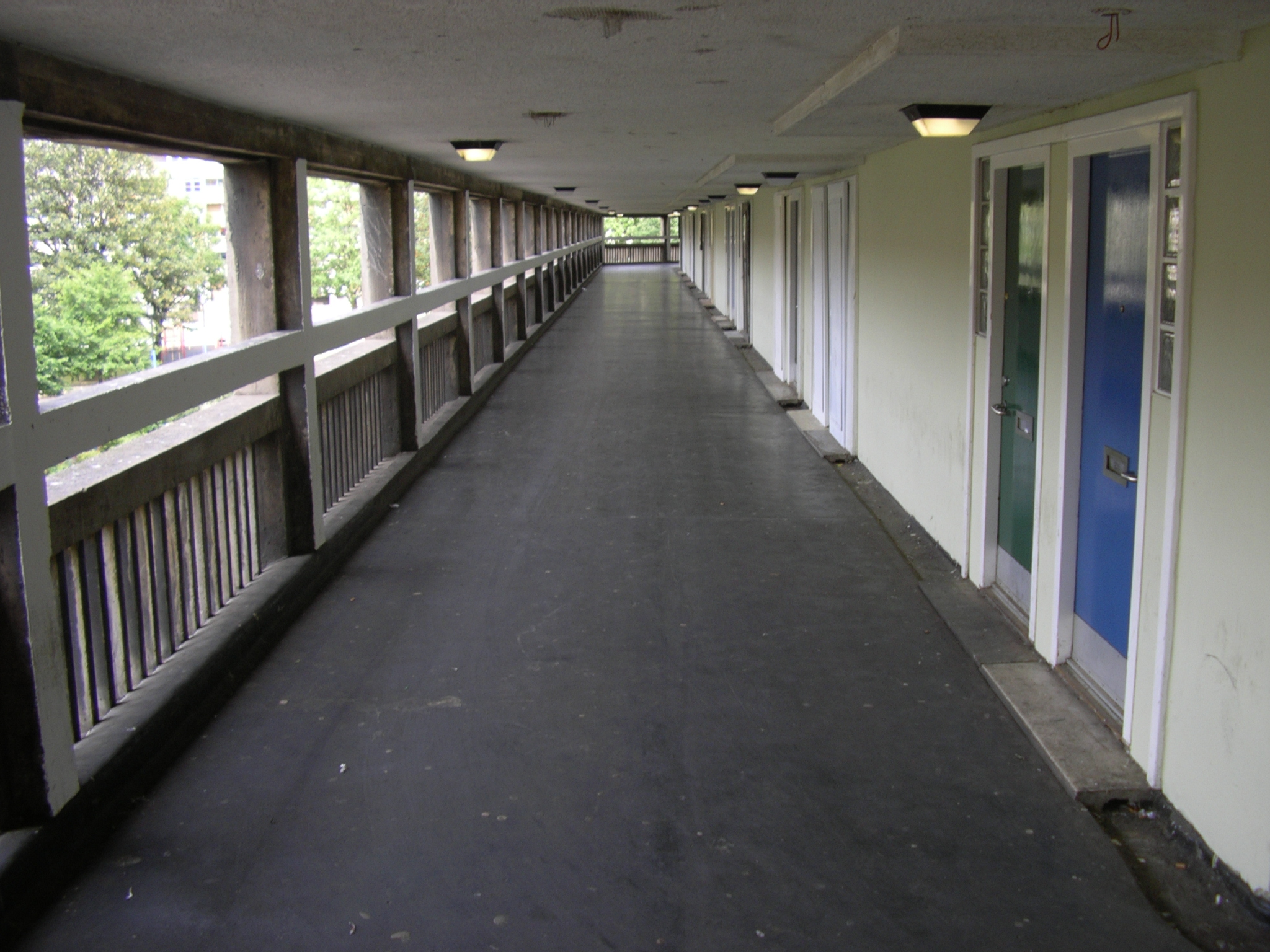
Street in the Sky a Park Hill

Strade nel Cielo (Streets in the Sky) sono uno stile architettonico emerso in Gran Bretagna negli anni '60 e '70. Generalmente costruiti per sostituire le fatiscenti case a schiera, i nuovi progetti includevano non solo miglioramenti moderni come i servizi igienici interni, ma anche negozi e altre strutture comunitarie all'interno di blocchi alti. Esempi di edifici e sviluppi sono Trellick Tower, Balfron Tower, Broadwater Farm, Robin Hood Gardens e Keeling House a Londra, Hunslet Grange a Leeds e Park Hill, Sheffield e Castlefields e Southgate Estate, Runcorn. Questi furono un tentativo di sviluppare una nuova architettura, differenziata dai precedenti grandi complessi residenziali, come gli appartamenti di Quarry Hill a Leeds. Alison e Peter Smithson furono gli architetti di Robin Hood Gardens. Come altro grande esempio, nel 2005 è stato deciso di portare avanti un processo ventennale di demolizione e sostituzione di abitazioni con case moderne nell'Aylesbury Estate nel sud di Londra, costruite nel 1970. Gli Hulme Crescents a Manchester erano il più grande progetto di edilizia sociale in Europa quando furono costruiti nel 1972, ma durarono solo 22 anni. I Crescents avevano una delle peggiori reputazioni di tutti i progetti di edilizia sociale britannici e furono rovinati da numerosi problemi di progettazione e pratici.
L'ideale della "Streets in the Sky" spesso non funzionava nella pratica. A differenza di una vera strada cittadina, questi percorsi pedonali non erano arterie principali e spesso terminavano in vicoli ciechi a diversi piani dal suolo. Non avevano un flusso regolare di passanti e i percorsi pedonali, e soprattutto le scale, non potevano essere visti da nessuno altrove, quindi non rappresentavano un deterrente per la criminalità e i disordini. Non c'erano "occhi sulla strada", come sostenuto da Jane Jacobs nel suo libro "The Death and Life of Great American Cities". L'Unité d'Habitation di Marsiglia offre un esempio più riuscito del concetto, con il percorso pedonale al quinto piano che includeva un negozio e un bar.

### Torri nel parco e microdistretti
Le "torri nel parco" sono una morfologia di edifici residenziali modernisti caratterizzati da un edificio alto circondato da una striscia di terreno paesaggistico. In questo tipo di edifici, la torre non si affaccia direttamente sulla strada.
Si basa su un'ideologia resa popolare da Le Corbusier con il Plan Voisin, un'espansione del movimento della città giardino volto a ridurre il problema della congestione urbana. È stato introdotto in diverse grandi città in tutto il mondo, in particolare in Nord America, Europa e Australia come soluzione per l'edilizia abitativa, in particolare per l'edilizia popolare, raggiungendo un picco di popolarità negli anni '60 con l'introduzione della tecnologia della prefabbricazione.
All'inizio degli anni '70, l'opposizione a questo stile di torri aumentò, con molti, compresi gli urbanisti, che ora si riferivano ad esse come "ghetti". Quartieri come St. James Town furono originariamente progettati per ospitare giovani residenti della classe media "single in cerca di fortuna", ma gli appartamenti mancavano di attrattiva e la zona divenne rapidamente molto più povera. Fin dai suoi primi giorni di attuazione, il concetto fu criticato per aver fatto sentire i residenti insicuri, comprese ampie aree comuni vuote dominate dalla cultura delle gang e dalla criminalità. La disposizione fu criticata per aver normalizzato i comportamenti antisociali e ostacolato gli sforzi dei servizi essenziali, in particolare per le forze dell'ordine.
La storia dei microdistretti come concetto di pianificazione urbana risale agli anni '20, quando l'Unione Sovietica subì una rapida urbanizzazione. Sotto le ideologie urbanistiche sovietiche degli anni '20, i complessi residenziali (territori compatti con abitazioni residenziali, scuole, negozi, strutture di intrattenimento e spazi verdi) iniziarono a prevalere nella pratica urbanistica, poiché consentivano una pianificazione più attenta ed efficiente della rapida espansione urbana. Questi complessi erano visti come un'opportunità per costruire una società collettiva, un ambiente adatto e necessario per il nuovo stile di vita.

### Asia

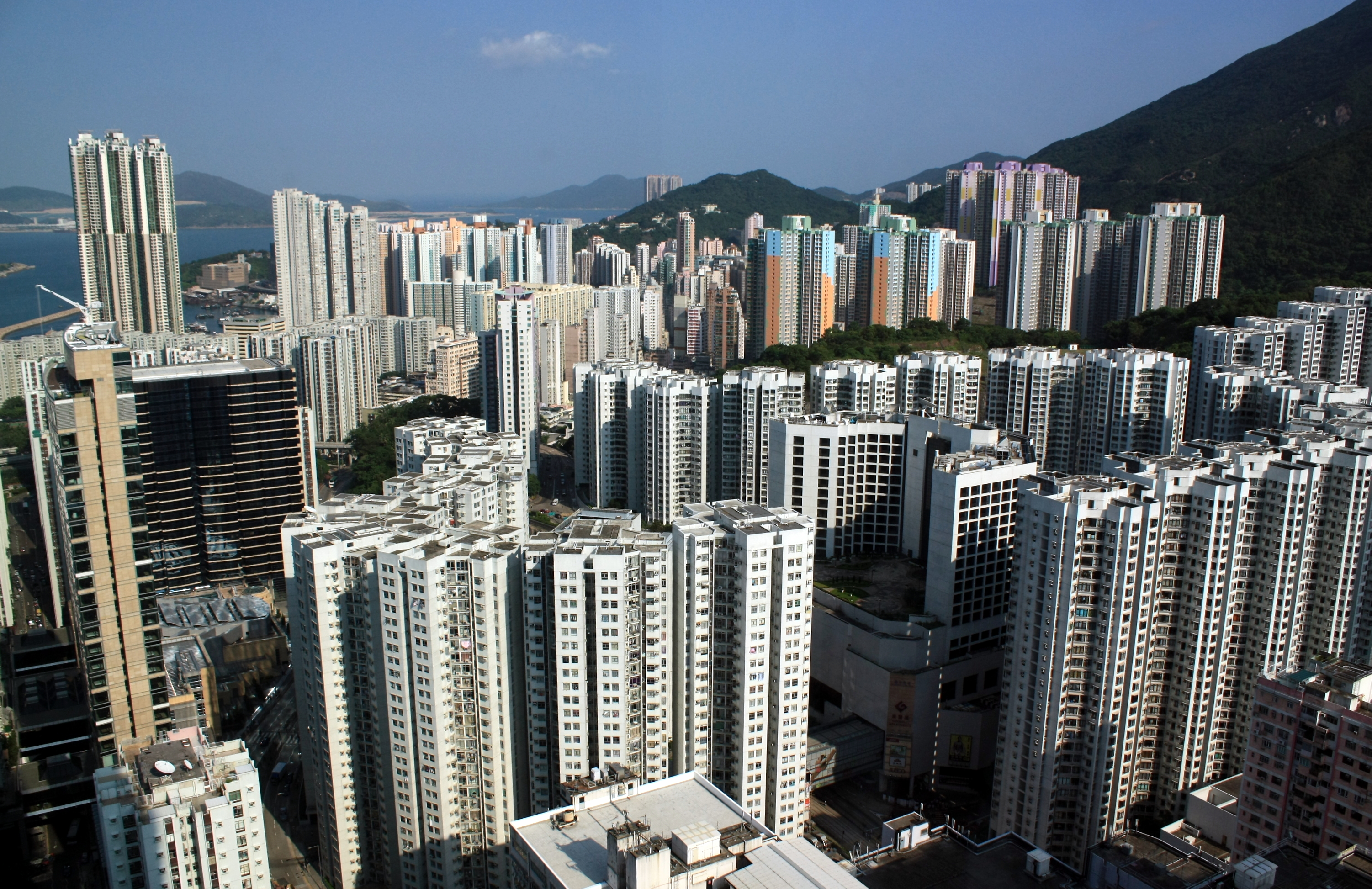
Palazzi a torre, Hong Kong

I complessi residenziali a torre sono comuni nei paesi asiatici come Cina, India, Bangladesh, Indonesia, Taiwan, Singapore, Giappone, Pakistan, Iran e Corea del Sud, poiché le densità urbane sono molto elevate. A Singapore e nelle aree urbane di Hong Kong, i prezzi dei terreni sono così alti che una gran parte della popolazione vive in appartamenti di grandi dimensioni. Infatti, oltre il 60% dei residenti di Hong Kong vive in appartamenti, molti dei quali condomini. Di questi, nel 2020, 2.112.138 erano residenti di edilizia popolare, che rappresentano il 28% della popolazione totale.
Sarah Williams Goldhagen (un'autrice e critica di architettura americana) nel 2012 ha celebrato il lavoro di studi di architettura innovativi come WOHA (con sede a Singapore), Mass Studies (con sede a Seul), Amateur Architecture Studio (con sede a Hangzhou, Cina) e Steven Holl (con sede a New York) nella trasformazione di case a torre in "comunità verticali" o "città verticali nel cielo", caratterizzate da silhouette estetiche e dal design insolito, spazi privati confortevoli e spazi pubblici attraenti. Nessuno di questi "edifici residenziali di grande altezza, funzionali, belli e umani" ha prezzi accessibili.

#### Cina

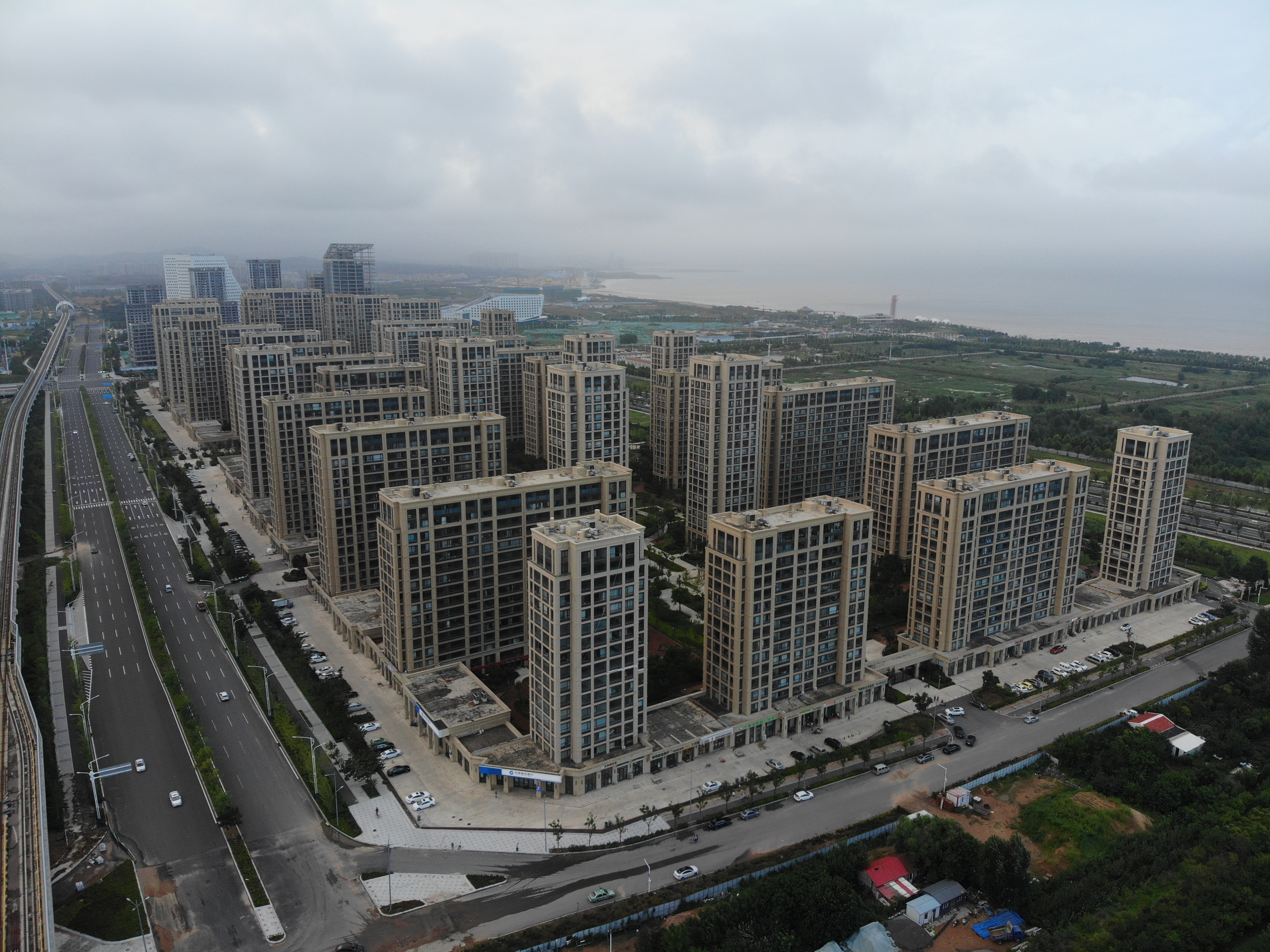
Uno xiaoqu (complesso residenziale) moderno nella città di Qingdao

Il Premio Pritzker 2012 è stato assegnato all'architetto cinese Wang Shu. Tra i suoi progetti vincitori figurano i Vertical Courtyard Apartments, 6 torri di 26 piani progettate dal suo studio di architettura Amateur Architecture Studio e costruite ad Hangzhou. "Queste torri sono state progettate per ospitare appartamenti a due piani, in cui ogni abitante avrebbe potuto godere "dell'illusione di vivere al secondo piano", ottenuta piegando i piani in cemento (come "stuoie di bambù", afferma lo studio), in modo che ogni terzo piano si apra su un cortile privato. Nelle torri più grandi, le unità a due piani sono impilate obliquamente, aggiungendo interesse visivo alle facciate variegate."

#### Giappone
L'edilizia abitativa in Giappone presenta diverse caratteristiche risalenti a epoche diverse. Il termine "danchi" oggi indica un alloggio fornito dal datore di lavoro o ha un significato simile a "progetti". Per le case a torre moderne, ci sono due termini presi in prestito per fare una distinzione:
- "Apaato" (アパート) è usato per descrivere un appartamento piuttosto piccolo, inizialmente concepito per essere affittato;
- Un appartamento grande e moderno è definito "mansion" (マンション). Il soprannome "mansion" viene usato sia per le case a torre che per i singoli appartamenti in condominio (perché sono abbastanza spaziosi da essere paragonabili alle case unifamiliari).

#### Corea del Sud
In Corea del Sud, le case a torre sono chiamate "complessi di appartamenti" (아파트 단지). Le prime torri residenziali iniziarono a essere costruite dopo la guerra di Corea. Il governo sudcoreano aveva bisogno di costruire molti complessi di appartamenti nelle città per poter ospitare i cittadini. In epoca moderna, con la crescita considerevole della popolazione, le case a torre sono diventati più comuni. Questa volta, tuttavia, le nuove case a torre integravano centri commerciali, parcheggi e altri servizi utili.
Il Samsung Tower Palace di Seul è stato l'edificio più alto della Corea dal 2004, ma è stato superato dalla Northeast Asia Trade Tower nel 2009.
A Seul, circa l'80% dei suoi residenti vive in complessi di appartamenti che comprendono il 98% delle costruzioni residenziali. La città di Seul è nota per la sua densità di popolazione, 8 volte maggiore di Roma, sebbene inferiore a quella di Manhattan e Parigi. La sua area metropolitana è la più densa dell'OCSE.

#### India
Diverse città metropolitane in India hanno assistito a un'impennata nello sviluppo verticale nel XXI secolo. La maggior parte dei grattacieli in città come Mumbai, Hyderabad e Delhi-NCR sono costituiti da unità residenziali comunemente chiamate "complessi di appartamenti", "società di appartamenti" o "società recintate". Questi edifici residenziali di grandi dimensioni sono in genere situati in quartieri benestanti e includono servizi ricreativi per i loro residenti. Il complesso di appartamenti più alto in India è il Palais Royale a Mumbai.
Esistono anche diversi edifici commerciali alti, utilizzati prevalentemente come uffici, spesso con più organizzazioni che condividono i vari piani all'interno dell'edificio alto.

### Europa

#### Europa centrale e orientale
Sebbene alcuni paesi dell'Europa centrale e orientale, come la Seconda Repubblica di Polonia, avessero già iniziato a costruire complessi residenziali considerati di alto livello per l'epoca, molte di queste strutture andarono in rovina durante la seconda guerra mondiale.

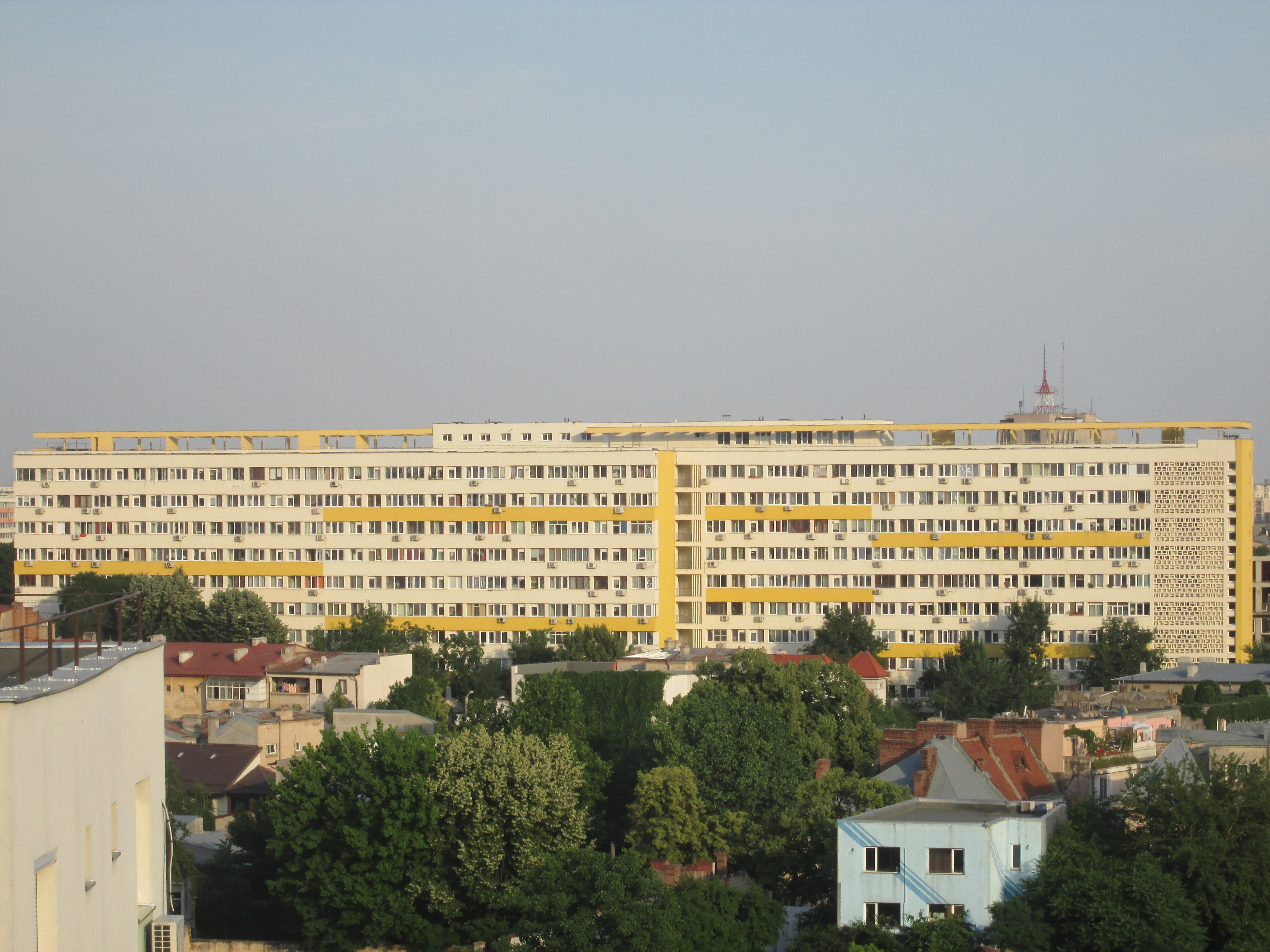
Edificio residenziale ristrutturato del 1963 a Bucarest. A partire dal 2010, la ristrutturazione di vecchi edifici residenziali è diventata comune nell'Europa orientale, soprattutto nei paesi che ricevono fondi UE.

Nel blocco orientale, le case a torre furono costruiti in gran numero per creare alloggi a basso costo per la crescente popolazione postbellica dell'URSS e dei suoi stati satelliti. Ciò avvenne principalmente negli anni '50, '60 e '70, sebbene nella Repubblica Popolare di Polonia questo processo sia iniziato ancora prima a causa dei gravi danni subiti dalle città polacche durante la seconda guerra mondiale. In tutti i paesi dell'ex blocco orientale, i palazzi a torre costruiti durante gli anni sovietici costituiscono gran parte degli attuali complessi residenziali e la maggior parte di essi fu costruita nello specifico stile architettonico del realismo socialista dominante nei territori a est della cortina di ferro: gli edifici a torre di quell'epoca sono colloquialmente noti come Krusciovka. Tuttavia, all'epoca nell'Europa orientale furono costruiti anche progetti più ampi e ambiziosi, che da allora sono diventati esempi riconoscibili del modernismo del dopoguerra; come il più grande edificio falowiec nel quartiere Przymorze Wielkie di Danzica, con una lunghezza di 860 m e 1.792 appartamenti, è il secondo blocco residenziale più lungo d'Europa.
In Romania, la costruzione di massa di blocchi abitativi standardizzati iniziò negli anni '50 e '60 con le periferie delle città, alcune delle quali erano costituite da baraccopoli. La costruzione continuò negli anni '70 e '80, sotto il programma di sistematizzazione di Nicolae Ceaușescu, che consisteva in gran parte nella demolizione e ricostruzione di villaggi, paesi e città esistenti, in tutto o in parte, al fine di costruire blocchi di appartamenti (blocuri), come risultato della crescente urbanizzazione seguita a un processo di industrializzazione accelerato. In Cecoslovacchia (ora Repubblica Ceca e Slovacchia), la costruzione di panelák sotto il marxismo-leninismo risultò da due fattori principali: la carenza di alloggi del dopoguerra e l'ideologia del partito al potere.
Nei paesi dell'Europa orientale, le opinioni su questi edifici variano notevolmente, con alcuni che li considerano una bruttura nel panorama della loro città mentre altri li glorificano come reliquie di un'epoca passata ed esempi storici di stili architettonici unici (come il realismo socialista, il brutalismo, ecc.). Dalla dissoluzione dell'Unione Sovietica, e soprattutto tra la fine degli anni '90 e l'inizio degli anni 2000, molti dei paesi dell'ex blocco orientale hanno iniziato la costruzione di nuove abitazioni più costose e moderne. Il quartiere Śródmieście di Varsavia ha visto lo sviluppo di una serie di grattacieli. Anche la Russia sta attraversando una drammatica espansione, con la creazione di uno skyline dalla forma commerciale. Inoltre, i cambiamenti in corso apportati ai complessi residenziali del dopoguerra a partire dagli anni 2000 negli ex paesi comunisti variano: dalla semplice applicazione di una nuova mano di vernice all'esterno precedentemente grigio alla completa modernizzazione di interi edifici.
Nell'Unione europea, tra gli ex stati del Patto di Varsavia, la maggioranza della popolazione vive (secondo i dati Eurostat del 2024) in appartamenti in Lettonia (64,4%), Estonia (60,6%), Lituania (59,5%), Repubblica Ceca (50,9%), Bulgaria (46,7%) e Slovacchia (45,3%). Tuttavia, non tutti gli abitanti di appartamenti nell'Europa orientale vivono in condomini risalenti all'epoca della guerra fredda; molti vivono in edifici costruiti dopo la caduta del Muro di Berlino, e alcuni in edifici sopravvissuti alla seconda guerra mondiale.

#### Francia
Ci sono alcuni edifici residenziali alti nel quartiere degli affari La Défense (come la Tour Défense 2000), nonostante esso sia prevalentemente "commerciale". Questo permette ai residenti di raggiungere a piedi i vicini edifici adibiti a uffici senza usare l'auto.

#### Gran Bretagna
Le case a torre furono costruite per la prima volta nel Regno Unito dopo la seconda guerra mondiale e furono viste come un modo economico per sostituire i bassifondi urbani del XIX secolo e gli edifici danneggiati dalla guerra. Inizialmente erano considerate valide, ma caddero rapidamente in disgrazia poiché attirarono un aumento della criminalità e dei disordini sociali, in particolare dopo il crollo di Ronan Point, una casa a torre di 22 piani a Canning Town, nella zona est di Londra, che crollò parzialmente il 16 maggio 1968, appena due mesi dopo la sua inaugurazione. Un'esplosione di gas fece saltare alcune pareti portanti, causando il crollo di un intero angolo dell'edificio; 4 persone morirono e 17 rimasero ferite. La natura del cedimento (causato sia da una progettazione che da una costruzione scadenti) portò a una perdita di fiducia del pubblico nelle case a torre e a importanti cambiamenti nelle normative edilizie britanniche.
Sebbene le case a torre siano controverse e numerose siano state demolite, molte rimangono ancora nelle grandi città. A causa della mancanza di una regolamentazione adeguata, alcune case a torre presentano un rischio di incendio significativo e, sebbene siano stati compiuti sforzi per renderli più sicuri, le moderne precauzioni di sicurezza possono essere proibitivamente costose da adattare. L'incendio della Grenfell Tower nel 2017 è stato in parte causato dall'ignoranza del consiglio, poiché un gruppo di azione locale si è lamentato con il consiglio dei rischi di incendio della torre diversi anni prima dell'incidente, ma i lavori di ripristino non erano stati eseguiti. Questo incendio ha reso ulteriormente le case a torre meno desiderabili per i residenti britannici.

#### Irlanda
La maggior parte degli edifici residenziali di grandi dimensioni nella Repubblica d'Irlanda era concentrata nel sobborgo di Ballymun, a Dublino. I Ballymun Flats furono costruiti tra il 1966 e il 1969: 7 torri di 15 piani, 19 blocchi di 8 piani e 10 blocchi di 4 piani.
Le case a torre in Irlanda del Nord non sono mai state costruite con la stessa frequenza delle città dell'isola della Gran Bretagna, ma quelle più alte sono generalmente più comuni che nella Repubblica d'Irlanda. La maggior parte delle case a torre e dei complessi residenziali si trova a Belfast, sebbene molti di questi siano stati demoliti a partire dagli anni '90 e sostituiti con tradizionali unità di edilizia popolare. Il complesso residenziale Divis, di media altezza, nella zona ovest di Belfast, fu costruito tra il 1968 e il 1972. Fu demolito all'inizio degli anni '90 dopo che i residenti richiedevano nuove case a causa dei crescenti problemi con i loro appartamenti. La Divis Tower, costruita separatamente nel 1966, è tuttavia ancora in piedi nel 2007 sono stati convertiti gli ultimi due piani dell'ex base dell'esercito britannico in nuove abitazioni. La Divis Tower è stata per diversi decenni l'edificio residenziale più alto d'Irlanda, da allora superata dalla Obel Tower, di proprietà privata, nel centro città. A nord della città, l'iconico complesso di 7 torri di New Lodge rimane in piedi, nonostante i problemi che i residenti devono affrontare, come tubature scadenti e servizi igienici insufficienti. Più a nord, le quattro case a torre di Rathcoole dominano lo skyline locale, mentre a sud di Belfast rimangono in piedi le case a torre di Seymour Hill, Belvoir e Finaghy.
La maggior parte dei suddetti appartamenti di lusso in città furono costruiti dal Northern Ireland Housing Trust (NIHT) come parte di programmi di edilizia popolare, il primo dei quali fu la coppia di blocchi a punta nel quartiere di Cregagh a East Belfast. Queste torri di 11 piani furono completate nel 1961 e furono i primi blocchi di edilizia popolare alta sull'isola d'Irlanda. Il NIHT progettò anche il complesso Divis Flats nel centro città. Gli appartamenti da 6 a 8 piani deck access che comprendevano la maggior parte del quartiere Divis erano di scarsa qualità costruttiva e furono tutti demoliti all'inizio degli anni '90. Blocchi simili furono costruiti dal NIHT a East Belfast (Tullycarnet) e nella zona di Bogside a Derry, tutti e quattro demoliti.
La Belfast Corporation costruì 7 case a torre sul sito dell'ex Victoria Barracks nel quartiere di New Lodge. Mentre la Corporation costruiva alcuni appartamenti di media altezza nell'ambito di programmi di bonifica delle baraccopoli (in particolare gli Unity Flats, ora demoliti, e i Weetabix Flats nell'area di Shankill), New Lodge fu il suo unico progetto di case a torre nel centro città; ce ne furono altri tre in zone periferiche della città durante gli anni '60, due a Mount Vernon, a Belfast Nord, e uno nel quartiere di Clarawood, a Belfast Est. Il Royal Hospital costruì 3 torri di 13 piani da utilizzare come alloggi per il personale, situate in posizione prominente adiacente all'autostrada M2 a Broadway. Anche il Belfast City Hospital costruì una casa a torre che, dopo la privatizzazione, è stata chiamata Bradbury Court, precedentemente nota come Erskine House. La Queens University Belfast costruì diverse torri di 11 piani presso il suo alloggio per studenti a Queens Elms. Dei 3 blocchi di 16 piani del Larne Borough Council alla fine degli anni '60, ne rimane solo uno.

### America del Nord

#### Canada
In Canada, i grandi edifici multifamiliari sono solitamente noti come apartment buildings o apartment blocks se sono affittati da un unico proprietario terriero, oppure condominiums o condo towers se ogni unità abitativa è di proprietà individuale; possono essere chiamati low-rise (o walk-up), mid-rise, high-rise o skyscraper a seconda della loro altezza. Le case a torre alte sono una tipologia edilizia fondamentale in tutte le grandi città. La loro importanza relativa nelle città canadesi varia tuttavia notevolmente. In generale, le città più popolate hanno più case a torre rispetto alle città più piccole, a causa della relativa scarsità di terreni e di una maggiore domanda di alloggi.

#### Stati Uniti
Negli Stati Uniti, le case a torre sono comunemente chiamate "midrise" o "highrise apartment buildings", a seconda della loro altezza, mentre gli edifici che ospitano meno appartamenti o non sono alti quanto le case a torre, sono chiamati "lowrise apartment buildings". Nello specifico, gli edifici "midrise" sono alti quanto la larghezza delle strade, consentendo 5 ore di luce solare su di esse.

### Oceania

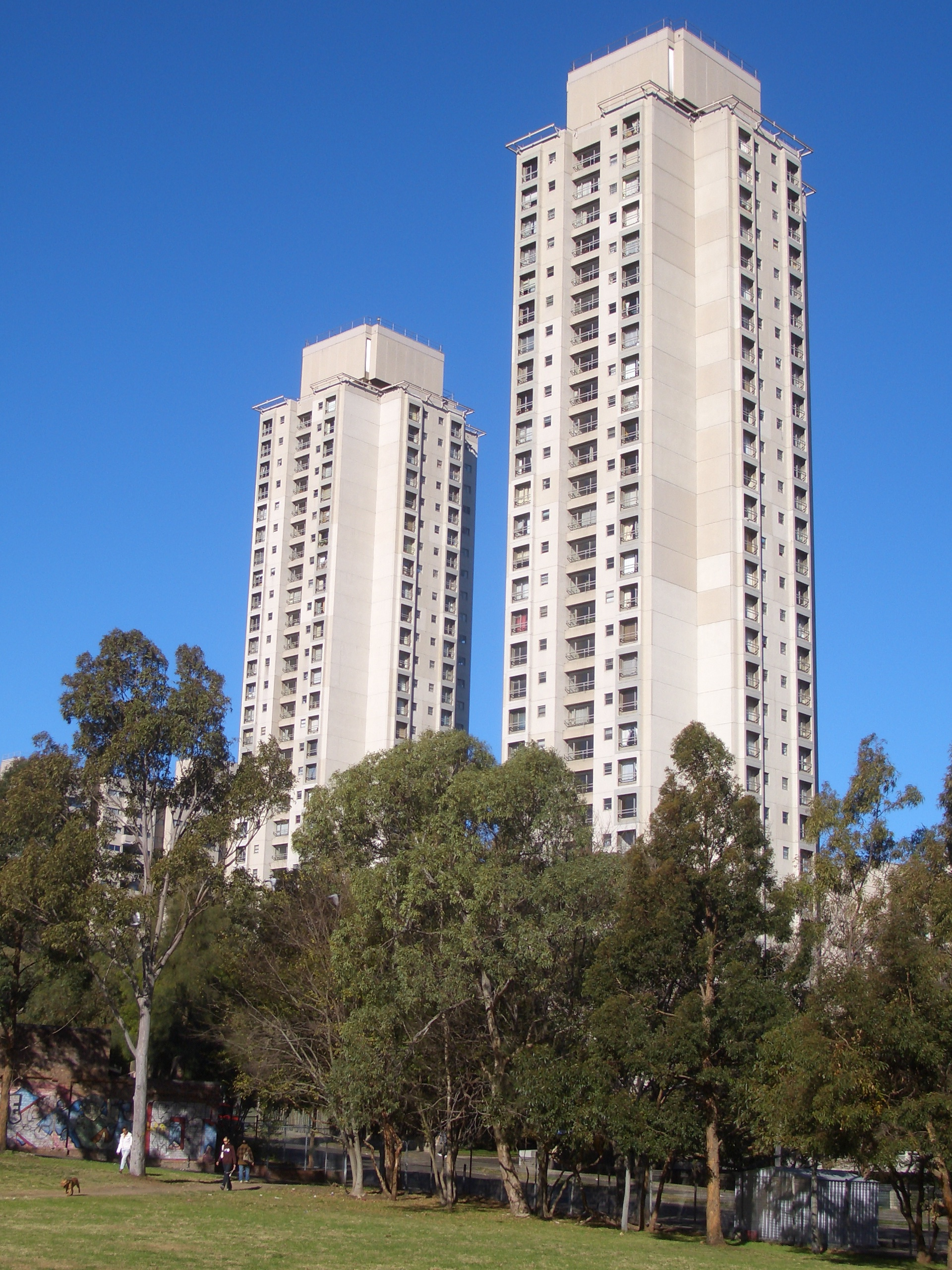
Torri della commissione per l'edilizia abitativa a Waterloo, Australia.

In Australia, la vita delle case a torre era limitata al quartiere centrale degli affari di Sydney fino agli anni '60, quando una moda di breve durata vide gli inquilini di case popolari trasferirsi in nuovi complessi residenziali di alto livello, soprattutto a Sydney e Melbourne. Gli edifici raffigurati, insieme ad altri quattro blocchi di 16 piani, furono costruiti per conto della Royal Australian Navy e furono messi a disposizione dei marinai e delle loro famiglie per l'alloggio. A causa dei problemi sociali all'interno di questi blocchi, la Marina lasciò il posto al Dipartimento per l'Edilizia Abitativa, che prese il controllo e gli appartamenti furono affittati a famiglie a basso reddito e immigrati. Durante gli anni '80, molte persone in fuga dal comunismo nei paesi del blocco orientale furono ospitate in questi edifici. Gli sviluppatori immobiliari hanno adottato con entusiasmo il termine "appartamento" per queste nuove case a torre, forse per evitare lo stigma ancora associato agli appartamenti delle commissioni per l'edilizia abitativa.

## Deck access
Il deck access ("accesso a ponte") è un tipo di appartamento a cui si accede da una passerella aperta agli elementi, a differenza degli appartamenti a cui si accede da corridoi interni completamente chiusi. I blocchi di appartamenti deck access sono solitamente strutture piuttosto basse. I deck possono variare da semplici passerelle, che possono essere coperte o scoperte, a ponti sufficientemente ampi per piccoli veicoli. L'esempio più noto di appartamenti deck access nel Regno Unito è Park Hill, Sheffield, dove i ponti sono sufficientemente ampi da consentire il passaggio di veicoli elettrici; tuttavia, il design è ispirato all'architetto modernista francese Le Corbusier, in particolare alla sua Unité d'Habitation a Marsiglia.

## Case a torre verdi
Le case a torre verdi presentano qualche schema di piante viventi o tetti verdi o pannelli solari sui loro tetti o incorporano altre caratteristiche di design ecocompatibili.